# Csehák Judit
Csehák Judit (Szekszárd, 1940. január 16. –) politikus, egykori miniszterelnök-helyettes, orvos, Békesi László politikus felesége.

## Életpályája
A Semmelweis Orvostudományi Egyetemen szerzett orvosi diplomát. 1964 és 1965 között Szekszárdon a Tolna Megyei Kórház segédorvosaként, majd 1965 és 1973 között Faddon körzeti orvosként dolgozott, utóbb (1973 és 1975 között) a szekszárdi Városi Tanács osztályvezető főorvosa volt. 1967-ben lépett be az MSZMP-be. Szakszervezeti karrierje az Orvos-egészségügyi Dolgozók Szakszervezeténél kezdődött, ahol 1975 és 1978 között a Központi Vezetőség tagja. 1978 és 1984 között a SZOT titkárának tisztségét töltötte be. 1984 és 1987 között miniszterelnök-helyettes. Ezt követően 1987 decemberétől 1990 májusáig szociális és egészségügyi miniszter. 1985-től az MSZMP Központi Bizottságának tagja, 1987 és 1989 között a Politikai Bizottság tagja. 1987 és 1990 között az Állami- és Kossuth-díj Bizottság elnöki posztját is betöltötte. 1989 októberében a Magyar Szocialista Párt tagja lett. 1994 és 1996 között az MSZP alelnöke volt. 1990 és 1998 között, majd 2002 és 2006 között volt országgyűlési képviselő. 1994 és 1998 között az Országgyűlés szociális és egészségügyi bizottságának elnökeként dolgozott.

### Kutatható iratanyaga
Miniszterelnök-helyettesi működési időszakából (pontosabban az 1984–1987 közti évkörből) 2,10 iratfolyóméternyi, maradandó értékűnek minősített iratanyaga (15 doboz és 6 kötet) került az Országos Levéltár, mai nevén Magyar Nemzeti Levéltár Országos Levéltára őrizetébe, ahol az a XIX-A-2-ah törzsszámon kutatható.

## Könyve
Férjével, Békesi Lászlóval közösen szakácskönyvet adott ki 2008-ban.
- Csehák Judit–Békesi László: Ezt jól kifőztük! Hagyományosan és újszerűen; Népszabadság Könyvek, Bp., 2008